# Fosfiny
Fosfiny jsou organické sloučeniny fosforu s obecným vzorcem PRnH3−n, kde R je organická skupina; jedná se o organické deriváty fosfanu (PH3). Podle počtu organických substituentů n se dělí na primární (n = 1), sekundární (n = 2) a terciární fosfiny (n = 3). Všechny tyto skupiny zaujímají pyramidální struktury.
Obecně jde o bezbarvé a lipofilní kapaliny či pevné látky.

## Rozdělení
Fosfiny se dělí na skupiny podle počtu organických substituentů.

### Primární fosfiny
Primární fosfiny, RPH2, se obvykle připravují alkylacemi fosfanu. Jednoduché alkylové deriváty, jako například methylfosfin (CH3PH2), se získávají alkylacemi pomocí příslušných alkylů alkalických kovů, MPH2 (M = Li, Na nebo K). Dalším možným způsobem je reakce odpovídajícího chlorfosfinu s hydridem, například redukcí dichlorfenylfosfinu hydridem lithnohlinitým vzniká fenylfosfin (PhPH2).

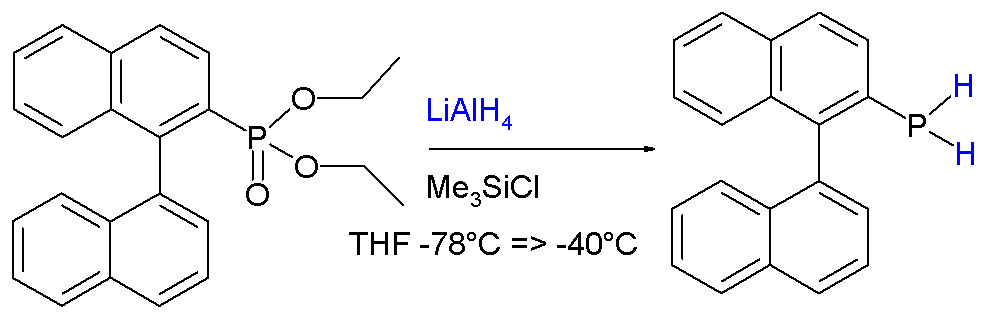
Obrázek 1: redukce fosfonátu na primární fosfin

Primární (RPH2) a sekundární fosfiny (RRPH a R2PH) se za přítomnosti silných zásad (například hydroxidu draselného v dimethylsulfoxidu vážou na alkeny, přičemž tyto reakce probíhají podle Markovnikovova pravidla. Podobné reakce probíhají i u alkynů.
Zásada není potřeba u alkenů a alkynů s nedostatkem elektronů, jako jsou deriváty akrylonitrilu.

### Sekundární fosfiny
Sekundární fosfiny, R2PH, se připravují podobně jako primární. Také je lze vytvořit redukčním štěpením triarylfosfinů pomocí alkalických kovů a následnou hydrolýzou vzniklého fosfidu; tímto způsobem se připravuje difenylfosfin (Ph2PH). Jiný postup spočívá v redukci difosfinových kyselin, R2P(O)OH, diisobutylaluminiumhydridem.
Sekundární fosfiny obvykle bývají protické, navázáním vhodných skupin, například u některých diazafosfolenů (viz obrázek 3), lze však polaritu vazby P-H obrátit a vzniklý fosfinhydrid může redukovat karbonylové skupiny, například u benzofenonu.
Sekundární fosfiny se často vyskytují v cyklické podobě, jako tříčlenné (fosfirany a nenasycené (fosfireny), pětičlenné (fosfolany a nenasycené fosfoly a šestičlenné kruhy (fosfinany a fosforiny).

### Terciární fosfiny
Terciární fosfiny, R3P, se zpravidla připravují alkylacemi chloridu fosforitého Grignardovými a organolithnými činidly:
3 RMgX + PCl3 → PR3 + 3 MgX2
Při přípravě trimethylfosfinu se používá trifenylfosfit namísto silně elektrofilního PCl3:
3 CH3MgBr + P(OC6H5)3 → P(CH3)3 + 3 C6H5OMgBr
Nesymetrické terciární fosfiny, R2R'P, se získávají jinými postupy, převážně prostřednictvím organofosforových nukleofilů; například difenylfosfid lithný se lehce methyluje jodmethanem na methyldifenylfosfin:
LiP(C6H5)2 + CH3I → CH3P(C6H5)2 + LiI
Fosfan lze použít jako prekurzor některých terciárních fosfinů, získávaných z něj hydrofosfinačními reakcemi s alkeny, například za přítomnosti zásad jako katalyzátorů se PH3 navazuje na Michaelovy akceptory, jako je akrylonitril:
PH3 + 3 CH2=CHZ → P(CH2CH2Z)3 (Z = NO2, CN, C(O)NH2)
Terciární fosfiny typu PRR′R″ jsou P-chirální.
Z průmyslového lediska je nejvýznamnějším fosfinem trifenylfosfin, kterého se ročně vyrobí tisíce tun. Získává se reakcí chlorobenzenu s chloridem fosforitým a sodíkem.
Fosfiny s určitými speciálními vlastnostmi se většinou připravují jinými způsoby.

### Di- a tripfosfiny

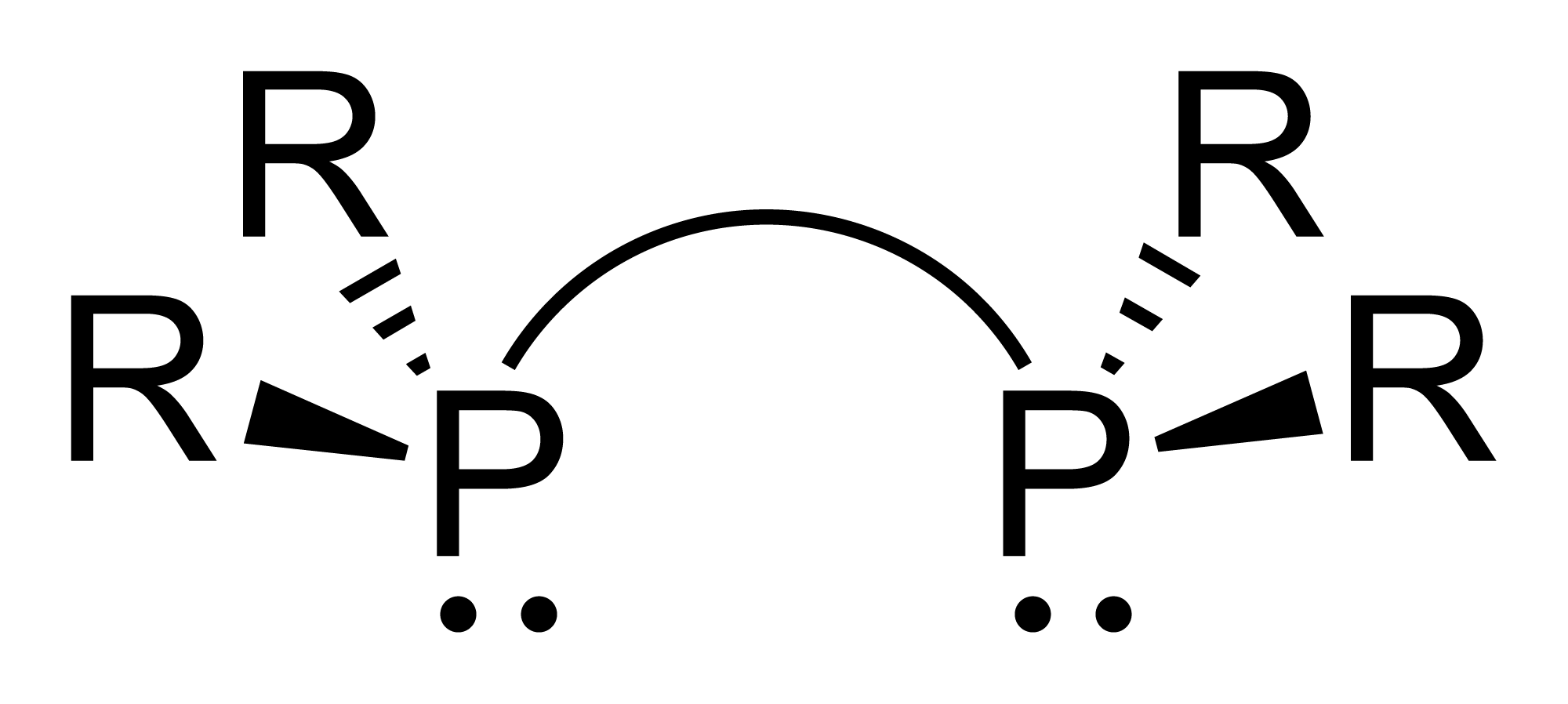
Obecný vzorec difosfinového ligandu; R je postranní řetězec.

Difosfiny a trifosfiny také mohou být primární, sekundární či terciární.

## Struktura
Fosfiny mají, podobně jako fosfan, mají trigonálně pyramidové molekuly se symetrií přibližně typu C3v. Úhly vazeb C–P–C jsou přibližně 98,6°. Velikost těchto úhlů odpovídá tomu, že fosfor vytváří vazby převážně prostřednictvím 3p orbitalů a jeho sp hybridizace je tak omezena. Volný elektronový pár trimethylfosfinu je tak převážně typu s, podobně jako u fosfanu, PH3.
Pokud jsou organické substituenty terciárních fosfinů rozdílné, tak je příslušný fosfin chirální a konfiguračně stabilní (na rozdíl od NRR'R"). Komplexy chirálních fosfinů mohou katalyzovat enantioselektivní reakce.

### Srovnání fosfinů a aminů
Fosfiny jsou fosforovými analogy aminů, atom fosforu v nich má oxidační číslo −3 (σ3λ3). Podobně jako aminy mají fosfiny trigonálně pyramidální molekuly, pouze úhly C-E-C (E = N, P), přinejmenším za nepřítomnosti sterických efektů, jsou menší. Vazebný úhel C-P-C činí 98,6° u trimethylfosfinu a 109,7° při nahrazení methylových skupin terc-butylovými. Míru sterických efektů u terciárních fosfinových ligandů lze vyjádřit Tolmanovým úhlem. Bariéra pyramidální inverze je u fosfinů mnohem větší než u aminů a fosfiny se třemi různými substituenty tak lze rozdělit na tepelně stálé optické izomery. Fosfiny bývají slabšími zásadami než odpovídající aminy, například fosfoniový kation má pKa −14 a amonný kation 9,21; u trimethylfosfonia činí pKa 8,65 a u trimethylamonia 9,76. Trifenylfosfin (pKa 2,73) je ovšem zásaditější než trifenylamin  (pKa −5), protože volný elektronový pár na dusíku NPh3 je částečně delokalizovaný mezi fenylové kruhy. Přestože je u pyrrolu volný pár dusíku delokalizován, tak u atomu fosforu ve fosfolu není. Reaktivita fosfinů je podobná jako u aminů , s ohledem na nukleofilitu ipři tvorbě fosfoniových solí (PR4+X−). Tato vlastnost se využívá v Appelových reakcích k přeměně alkoholů na halogenalkany. Fosfiny se snadno oxidují na fosfinoxidy, zatímco obdobné oxidace aminů jsou obtížnější. Tato reaktivita je jednou z příčin vzácnosti fosfinů v přírodě.

## Reakce

### Tvorba komplexů
Terciární fosfiny se často používají jako ligandy v koordinační chemii. Fosfiny se navazují na kovy, které přitom slouží jako Lewisovy kyseliny, například chlorid stříbrný reaguje s trifenylfosfinem za vzniku 1:1 a 1:2 komplexů:
PPh3 + AgCl → ClAgPPh3
PPh3 + ClAgPPh3 → ClAg(PPh3)2
Produkty reakcí fosfinů s borany mají využití jako reaktanty, které jsou na vzduchu stálé, ale boranové chránicí skupiny lze odstranit působením aminů.

### Kvaternizace
Fosfiny se snadno alkylují, například brommethan přeměňuje trifenylfosfin na kvartérní sůl methyltrifenylfosfoniumbromid:
PPh3 + CH3Br → [CH3PPh3+]Br−
Fosfiny fungují jako nukleofilní katalyzátory v některých organických syntézách, jako jsou Rauhutova–Currierova a Baylisova-Hillmanova reakce.

### Protonace a deprotonace
Fosfiny mohou být, snadněji než fosfan, protonovány; reakce jsou vratné. Zatímco fosfiny jsou citlivé na přítomnost kyslíku, tak jejich protonované obdoby nejsou.
Primární a sekundární fosfiny lze deprotonovat silnými zásadami na fosfidy. Difenylfosfin reaguje s organolithními sloučeninami za tvorby difenylfosfidu lithného:
HPPh2 + RLi → LiPPh2 + RH

### Oxidace a sulfidace

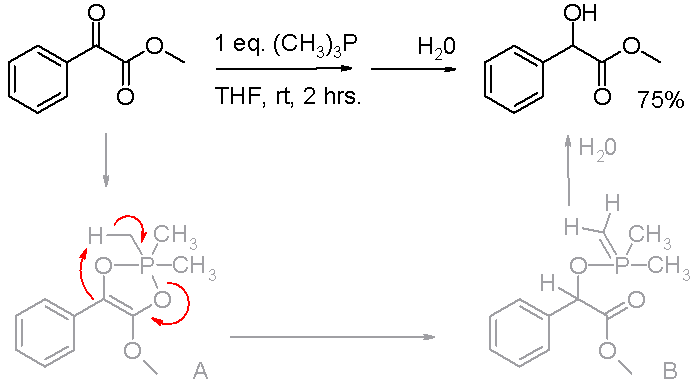
Redukce aktivovaných karbonylových skupin alkylfosfiny

Terciární fosfiny se oxidují na fosfinoxidy, R3PO. Reakce s kyslíkem je brzděna spinem, ovšem stále probíhá dostatečně rychle a vzorky terciárních fosfinů tak obsahují příměsi fosfinoxidů. U trialkylových fosfinů je oxidace rychlejší než u triarylových. Oxidaci je možné urychlit peroxidem vodíku. Primární a sekundární fosfiny se také oxidují, ovšem produkty podléhají tautomerizaci a další oxidaci.
Terciární fosfiny také mohou vytvářet fosfinsulfidy.
Redukční vlastnosti organofosfinů se také projevují ve Staudingerových reakcích, přeměňujících organické azidy na aminy, a v Micunobovových reakcích, kde se mění alkoholy na estery. V těchto procesech se trojmocný fosfor v molekule fosfinu oxiduje na pětimocný. Fosfiny mohou být také použity na redukce aktivovaných karbonylových sloučenin, například α-ketoesterů na α-hydroxyester (viz obrázek 2).
V předpokládaném reakčním mechanismu se na začátku odštěpuje proton z methylové skupiny trimethylfosfinu (trifenylfosfin nereaguje).